# 新木場公園
新木場公園（しんきばこうえん）は、東京都江東区新木場二丁目にある都立の海上公園（ふ頭公園）である。所管は東京都港湾局。

## 概要
東京湾沿いの四角い公園で、バーベキューや釣りを楽しめる。芝生を中心とした、眺めのいい公園である。
芝生広場や多目的広場があり、緩やかな斜面となっており、ピクニックにも最適である。
景色は東雲・豊洲などの都心方向を眺めることができる。
通年入園自由、無料。男女別型トイレ（1箇所）・ベンチ有り。飲料自動販売機・子供用遊具無し。夜間は暗い。

## アクセス
- 京葉線・りんかい線・東京メトロ有楽町線新木場駅から徒歩約7分。
- 都バス木11系統・急行05系統・錦18系統「新木場駅前」下車、徒歩約5分。

## 周辺施設
- 新木場緑道公園
- 夢の島緑道公園
- 夢の島公園
- 若洲海浜公園
- 辰巳の森緑道公園